# NGC 336
NGC 336 é uma galáxia espiral (S/P) localizada na direcção da constelação de Cetus. Possui uma declinação de -18° 23' 09" e uma ascensão recta de 0 horas, 58 minutos e 03,0 segundos.
A galáxia NGC 336 foi descoberta em 1886 por Frank Leavenworth.